# 지방산 아마이드 가수분해효소 1
지방산 아마이드 가수분해효소 1(영어: fatty-acid amide hydrolase 1, FAAH)은 세린 가수분해효소 계열의 일원이다. 지방산 아마이드 가수분해효소 1은 1993년에 N-아실에탄올아민(NAE)인 아난다마이드(AEA)를 분해하는 것으로 처음 밝혀졌다. 사람의 경우 이 효소는 FAAH 유전자에 의해 암호화되어 있다.

## 같이 보기
- 지방산 아마이드
- 엔도칸나비노이드 인헨서
- 엔도칸나비노이드 재흡수 저해제
- 모노아실글리세롤 라이페이스